# Mouchan
Mouchan (gaskognisch Moishan) ist eine französische Gemeinde mit 385 Einwohnern (Stand 1. Januar 2022) im Département Gers in der Region Okzitanien (bis 2015 Midi-Pyrénées); sie gehört zum Arrondissement Condom und zum Gemeindeverband La Ténarèze. Die Bewohner nennen sich Mouchanais/Mouchanais.

## Geografie
Mouchan liegt rund 37 Kilometer nordwestlich von Auch im Norden des Départements Gers. Die Gemeinde besteht aus zahlreichen Streusiedlungen und Einzelgehöften. Es gibt zahlreiche Weinberge.
Nachbargemeinden sind Beaumont und Larressingle im Norden, Cassaigne im Nordosten, Valence-sur-Baïse im Osten, Mansencôme im Südosten, Gondrin im Südwesten und Westen sowie Lauraët im Nordwesten.

## Geschichte
Die Gegend ist bereits in gallo-römischer Zeit besiedelt. Das im Mittelalter entstandene Kloster wurde nach einer Plünderung durch Hugenotten im Jahr 1572 aufgegeben. Im Mittelalter lag Mouchan in der Grafschaft Vic-Fezensac innerhalb der Region Armagnac in der historischen Landschaft Gascogne und teilte deren Schicksal. Mouchan gehörte von 1793 bis 1801 zum District Condom. Seit 1801 ist Mouchan dem Arrondissement Condom zugeteilt und gehörte von 1793 bis 2015 zum Wahlkreis (Kanton) Condom.

## Bevölkerungsentwicklung
| Jahr                       | 1962 | 1968 | 1975 | 1982 | 1990 | 1999 | 2006 | 2011 | 2020 |
| Einwohner                  | 507  | 440  | 385  | 340  | 364  | 365  | 406  | 435  | 393  |
| Quellen: Cassini und INSEE |      |      |      |      |      |      |      |      |      |

## Sehenswürdigkeiten
- Kirche Saint-Austrégésile
- Brücke aus der Römerzeit
- Kreuz auf dem Kirchplatz
- Wegkreuze an der D35, an der D931, bei Blanquet und bei Le Padouen
- Lavoir (ehemaliges Waschhaus)
- Dorfbrunnen
- Denkmal für die Gefallenen[3]

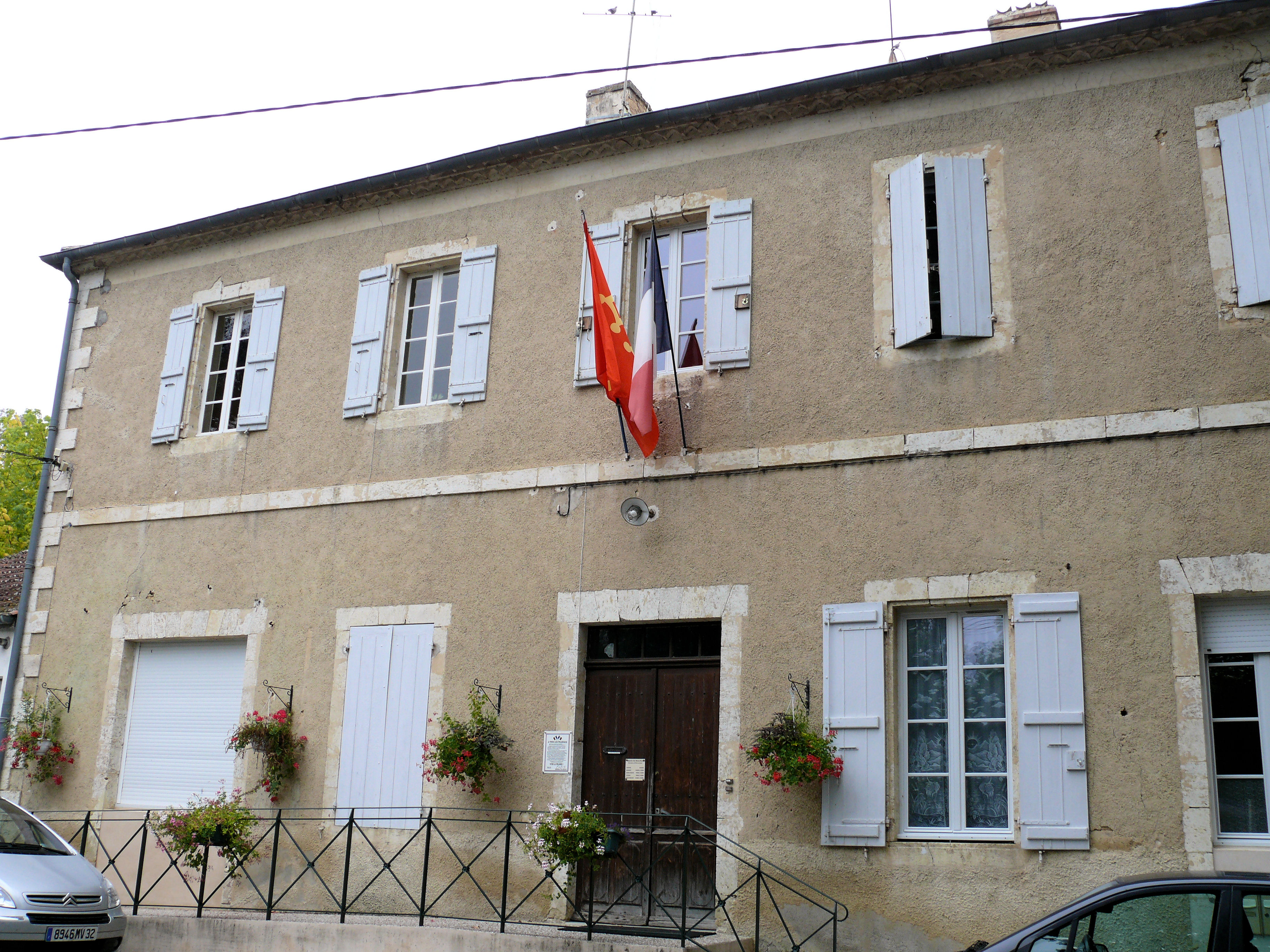
Rathaus (Mairie) der Gemeinde
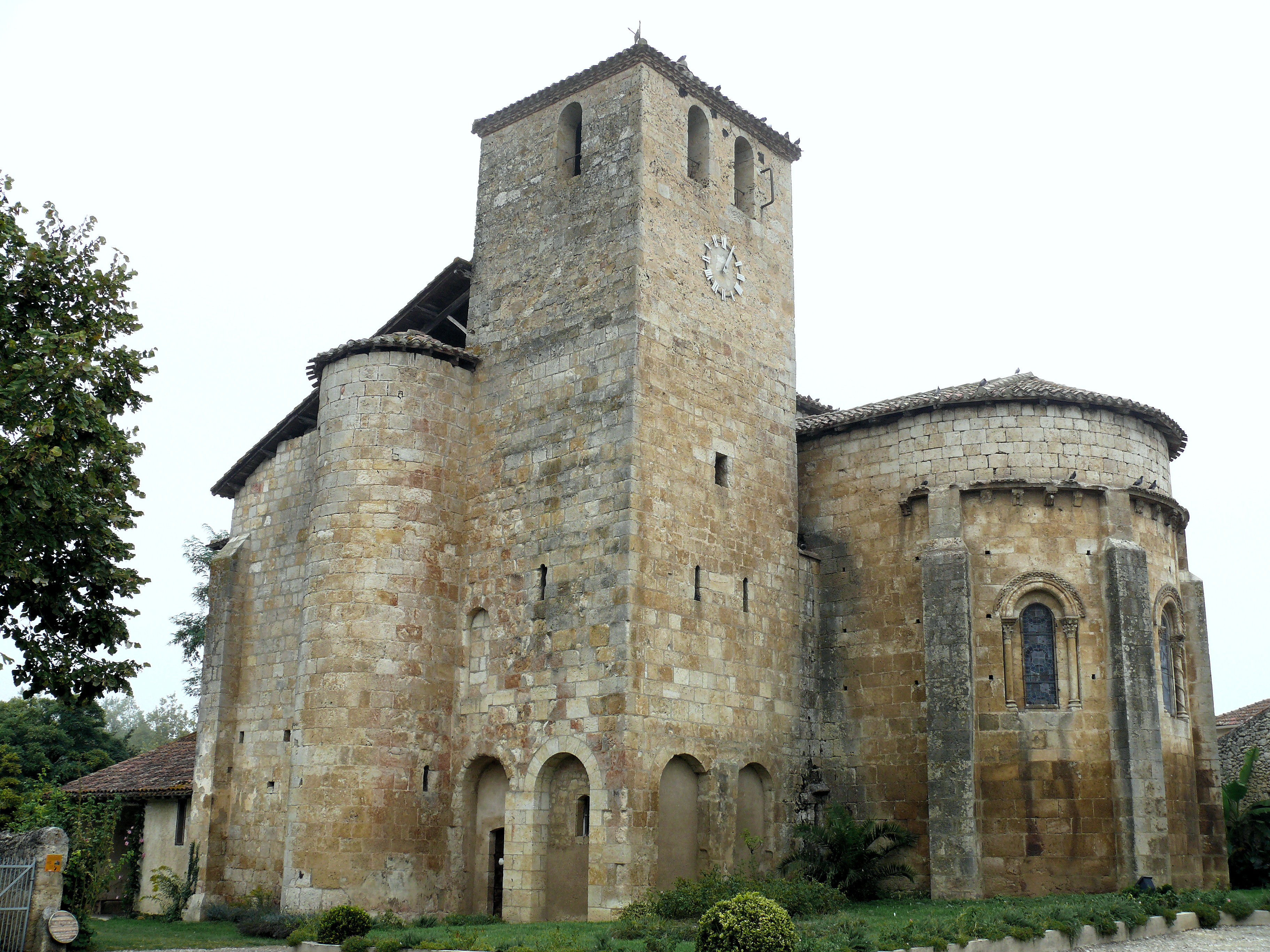
Kirche Saint-Austrégésile
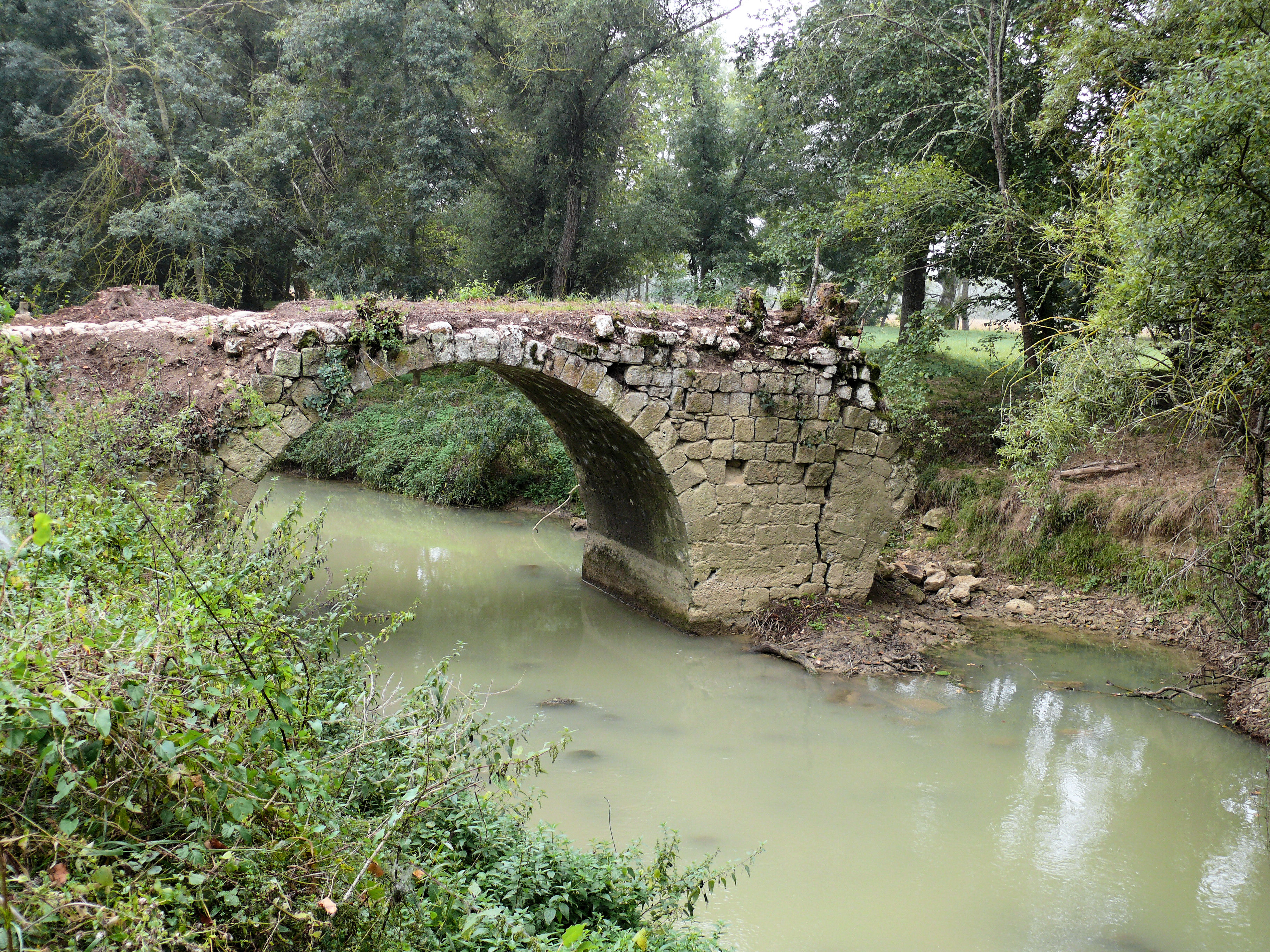
Brücke aus der Römerzeit
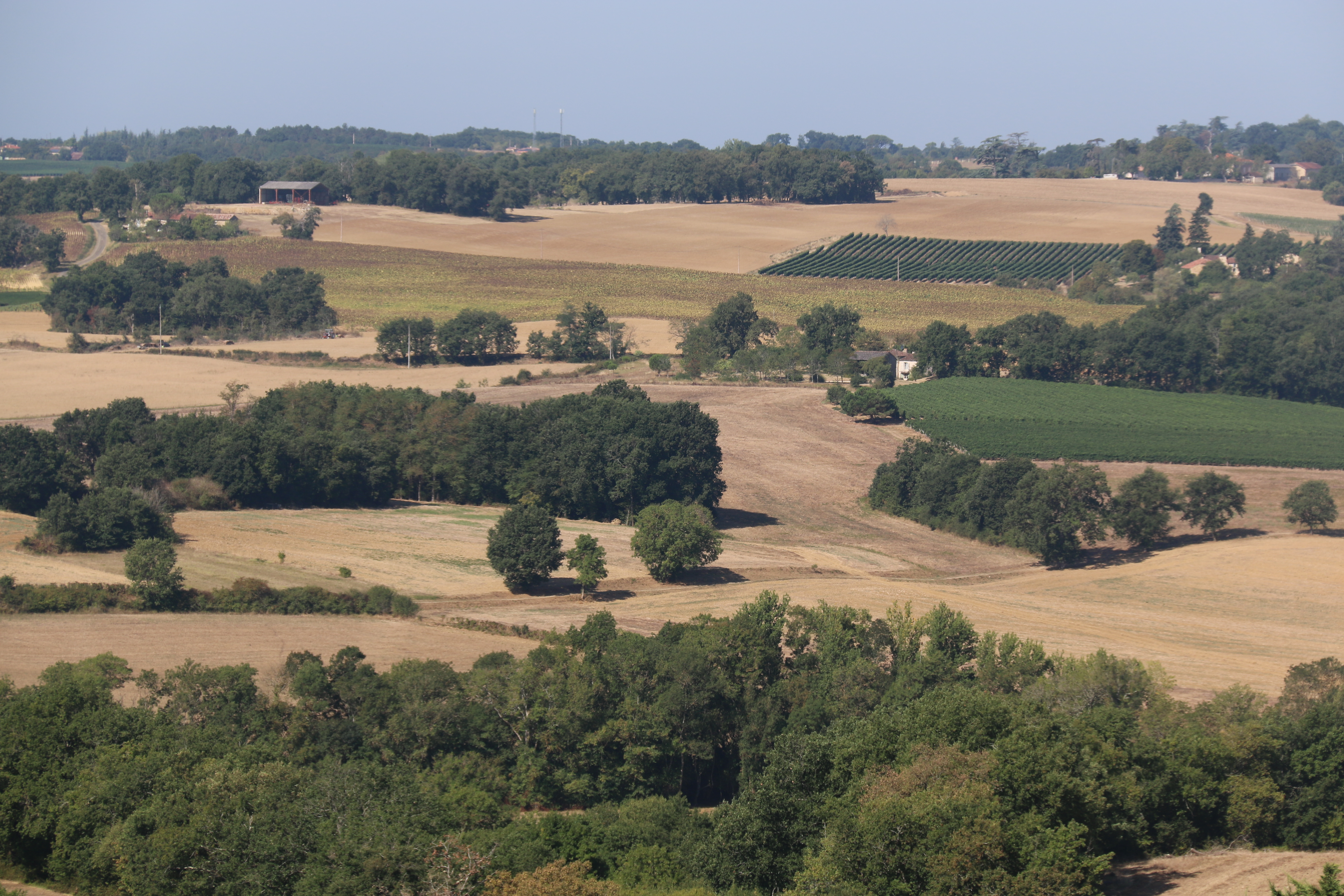
Landschaft bei Mouchan
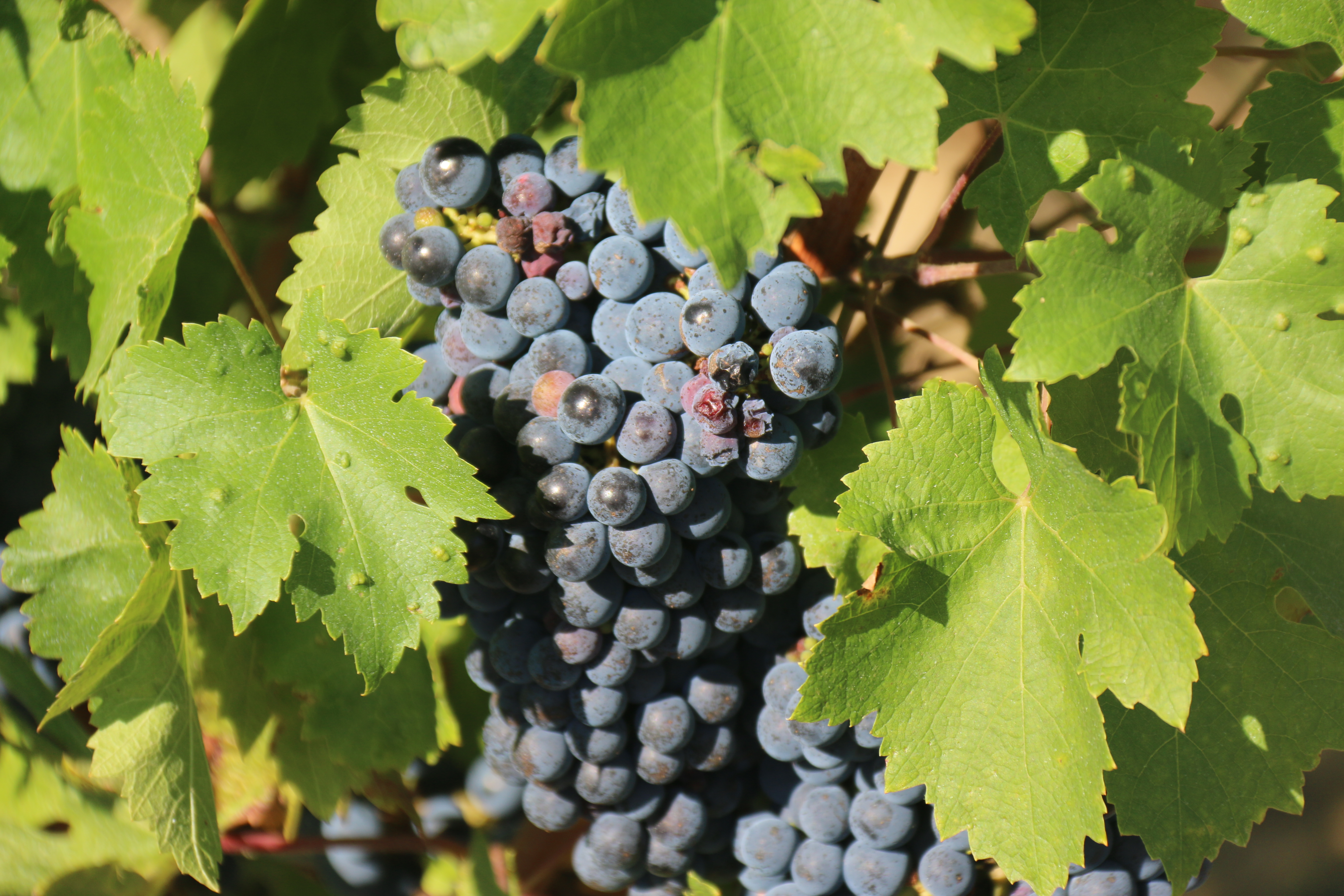
Rote Weintrauben